# Ми солдати
«Ми солдати» (англ. We Are Soldiers) — французько-український документальний фільм 2024 року режисерки Світлани Смірнової з Анатолієм Фатеєвом, Дмитром Тромпаком та Олексієм Соколовським у ролях самих себе про російсько-українську війну на сході України. Фільм знятий компанією Com' On Screen та розповсюджений кінодистриб'юторською компанією ESC Distribution у Франції.

## Сюжет
У центрі стрічки постають три українські добровольці російсько-української війни, що були поранені у бою на Донбасі та проходять лікування у військовому шпиталі в Києві.Представники трьох поколінь, трьох соціальних прошарків і трьох різних регіонів, вони одужують, нудьгують, сповнені надії та готуються до свого майбутнього.

## Акторський склад
- Анатолій Фатєєв — у ролі самого себе
- Дмитро Тромпак — у ролі самого себе
- Олексій Соколовський — у ролі самого себе

## Знімальна група
- Режисери-постановники: Світлана Смірнова
- Режисери монтажу: Ніколас Десмайсіон
- Оператори: Меттью-Девід Корно
- Продюсери:Ніколас Біллон, Яніна Соколова
- Кінокомпанія: Com' On Screen
- Кінодистриб'ютор: ESC Distribution (Франція)